# 광둥 요리
광둥 요리(Guangdong料理, 중국어 간체자: 广东菜, 정체자: 廣東菜, 병음: Guǎngdōng cài 광둥차이[*], 광둥어: 廣東菜, 월병: gwong2 dung1 coi3 궝둥초이[*]) 또는 월요리(粵料理, 중국어 간체자: 粤菜, 정체자: 粵菜, 병음: yuècài 웨차이[*], 광둥어: 粵菜, 월병: jyut6 coi3 윗초이[*])란 중국의 동남부에 있는 광둥성, 푸젠성, 광시 좡족 자치구 등지에서 주로 먹는 요리를 말한다. 이 지역은 바다를 끼고, 비교적 온난한 아열대성 기후를 가지고 있어 다양한 해산물과 과일을 비롯한 다양한 식재료가 있는 것이 광둥요리의 특징이다.

## 개요
광둥지역은 청나라 말기 아편전쟁에 의해 영국과 프랑스 등 중국 지역 중 서구열강에 의해 가장 빨리 개방된 지역 중의 하나이다. 그 중심이 되는 광저우는 일찍부터 외국과의 교류가 활발했던 곳으로, 광둥요리는 그 명성이 일찍부터 국제적으로 알려지게 되었다.

### 특징
중국 요리 중 가장 다양한 식재료를 가지고 있어, 네 발 달린 것이면 무엇이든 요리로 만들어진다는 말이 이곳에서 나왔다. 온난습윤한 아열대 기후로 자라는 다양한 야채나 과일과 남쪽 바다에 접해 있어 어패류를 사용한 요리가 많고, 아열대성 채소를 사용하여 맛이 신선하고 담백한 것이 특징이다. 〈식재광주〉(食在廣州)라는 말이 나타내듯 광저우의 시장에는 제비집, 개, 고양이, 뱀 등 매우 특이한 식재료들이 팔리고 있다. 야생동물을 이용한 요리는 야미요리로 불리지만, SARS가 발생하면서 동물에 의한 감염이 우려되어 일부 규제되고 있다.
조리상의 특징은 야채 등의 특색을 살린 쌀을 볶아 만든 것이 기본이고, 푹삶아 맛을 내는 냄비요리와 해산물을 이용한 요리가 일반적이며, 면류에도 쌀로 만든 면이 일반적이고, 밀을 이용한 면류도 있다. 국수류는 면발이 가늘고, 잡채나 팔보채, 중화정 같은 요리가 이러한 대표적인 음식이다.
또한 포르투갈 식민지 시대에 전해오던 요리기법이나 홍콩이나 마카오에 존재하던 유럽인들에 의해, 서양 요리나 인도 요리, 말레이시아 요리, 타이 요리, 베트남 요리 등의 기법이 반입되어 마카오만의 독특한 퓨전 음식이 탄생하였다. 이러한 결과로 에그타르트(단달)이라고 불리는 카스타드 크림의 달걀 과일파이와 같은 과자나 중화풍 비프스테이크, 하트시 등의 절충 요리가 태어났다. 또한 커리가루나 토마토 케첩, 사다장(사테소스) 같은 세계의 조미료도 적극 사용된다.
아침 식사로 죽이나 유조, 다과류, 간식으로 딤섬 같은 것도 많이 먹는다.

## 종류
주된 요리로는 돼지고기 구이, 광둥식 탕수육, 상어지느러미찜, 볶음밥 등이 있다.

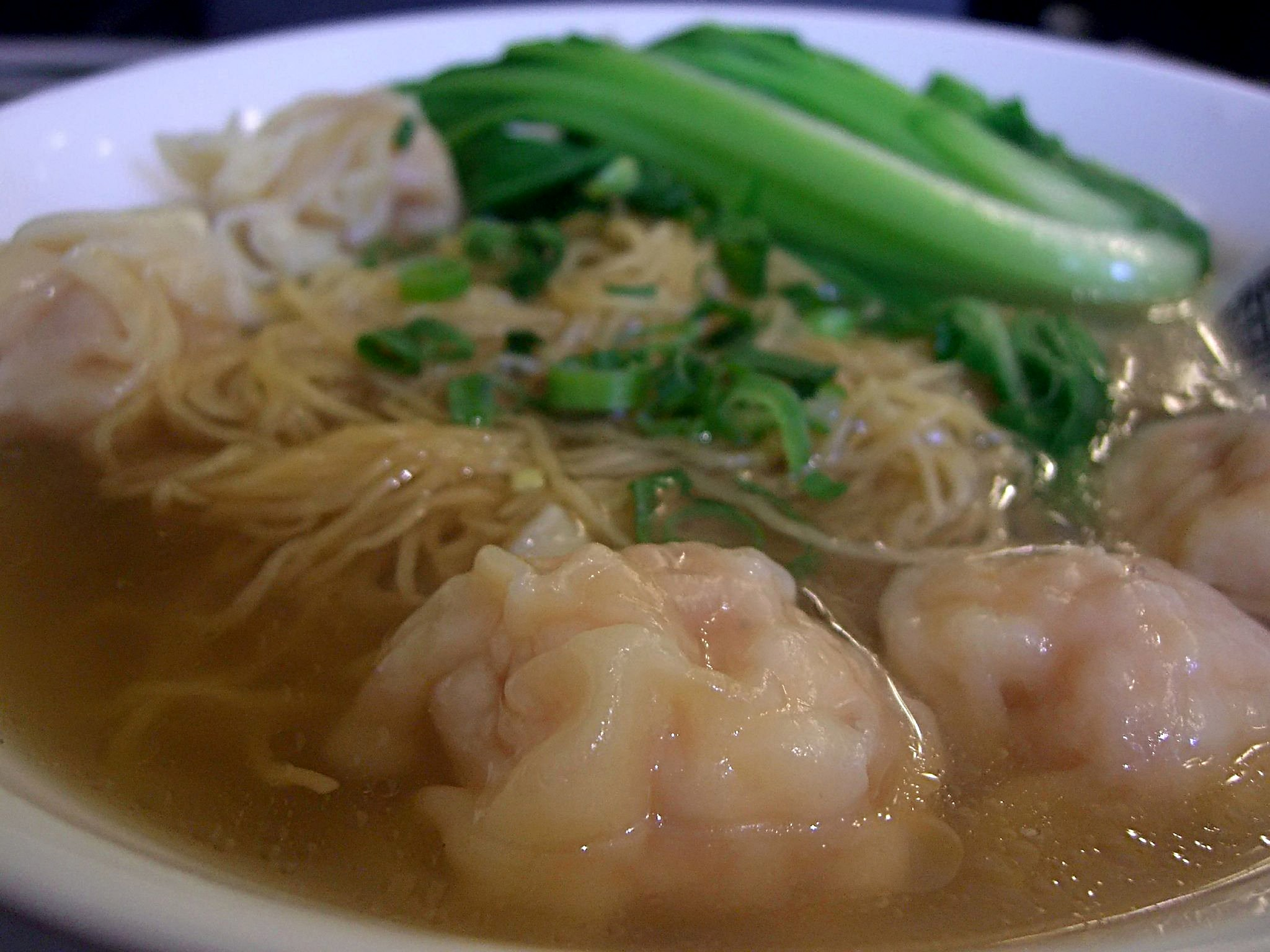
완탄민(雲吞麵)
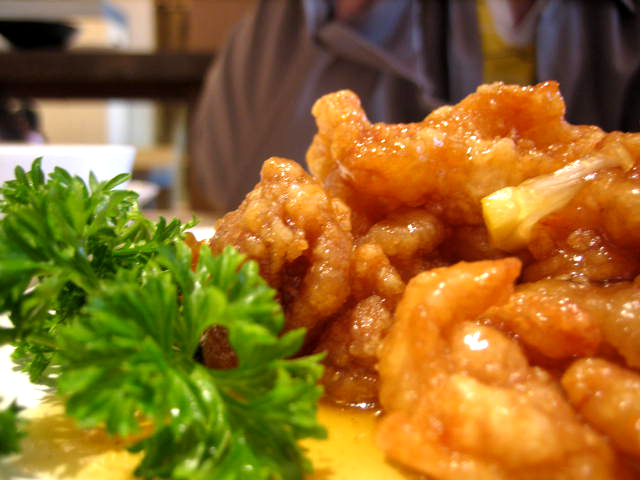
시닝지(西檸雞)
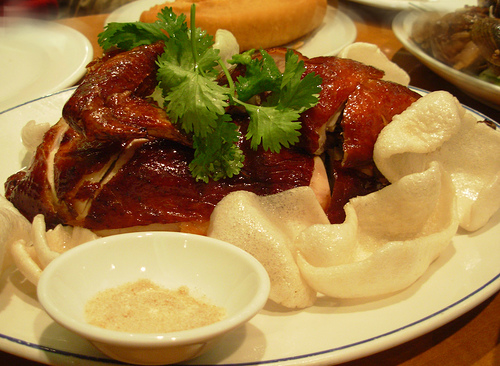
자지가이(炸子雞)
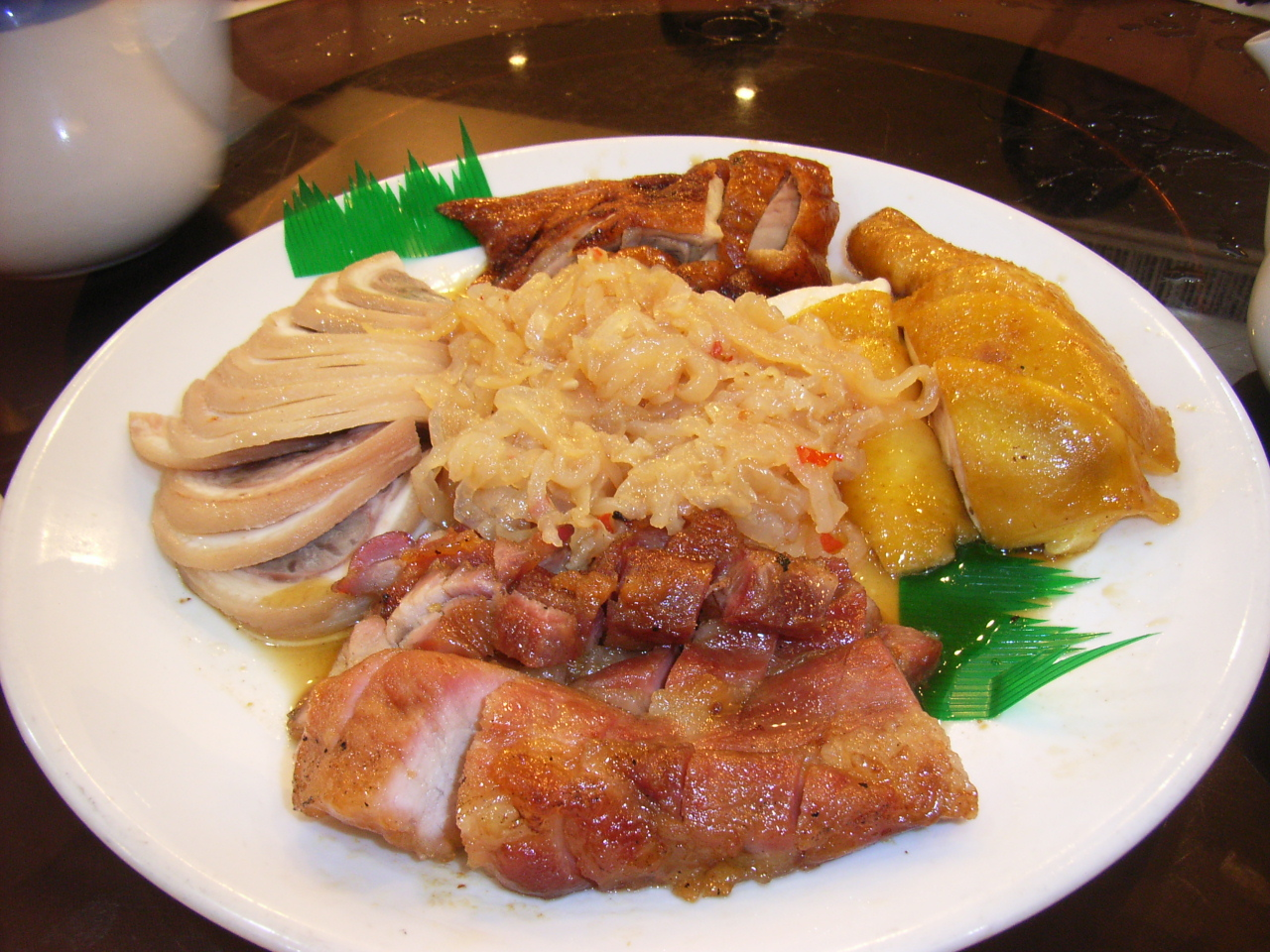
시우마이

## 같이 보기
- 식치
- 딤섬
- 홍콩 요리
- 마카오 토생 포요리